# Соловьёв, Иван Михайлович (священномученик)
Иван Михайлович Соловьёв (26 января 1894 года, с. Николаевка, Михайловский уезд, Рязанская губерния — 9 августа 1941 года, исправительно-трудовой лагерь, Коломенский район) — священник, святой Русской православной церкви, причислен к лику святых как священномученик в 2004 году для общецерковного почитания.

## Канонизация
Причислен к лику святых новомучеников и исповедников Российских определением Священного Синода Русской православной церкви от 25 марта 2004 года.
Дни памяти: 27 июля (9 августа) (день мученической кончины) и в в Соборе святых новомучеников и исповедников Российских.